# Chico Mendes
Francisco Alves Mendes Filho Cena ("Chico" är ett smeknamn för "Francisco" i portugisiskspråkiga länder), mer känd som Chico Mendes, född 15 december 1944 i Xapuri i Acre, död 22 december 1988 i Xapuri (mördad), var en brasiliansk gummitappare som blev känd som fack- och miljöaktivist. Han kämpade för att stoppa skövlingen av Amazonas regnskog, och grundade en nationell fackförening för gummitappare i ett försök att bevara deras yrke och regnskogen de arbetade i, vilken hotades av skövling för att lämna plats åt boskapsuppfödning.
Chico Mendes mördades 1988 av ranchägare som motsatte sig hans aktivism. Mordet väckte stor internationell uppmärksamhet. Tre personer dömdes 1990 till 19 års fängelse, lyckades fly ur fängelset 1993 men blev sedan åter infångade.
| ”              | Först trodde jag att jag kämpade för att rädda gummiträd, sen trodde jag att kämpade för att rädda Amazonas regnskog. Nu förstår jag att jag kämpar för mänskligheten. | „ |
| – Chico Mendes | |   |